# Tour Down Under 2010
La 12ª edición del Tour Down Under se disputó entre el 19 y el 24 de enero de 2010 en Adelaida y sus alrededores, al sur de Australia. 
La prueba perteneció al circuito UCI ProTour 2010.
El ganador y claro dominador de la prueba fue André Greipel (quien además se hizo con tres etapas). Le acompañaron en el podio Luis León Sánchez (vencedor de una etapa) y Greg Henderson, respectivamente.

## Equipos participantes
Participaron 18 equipos. Los 17 equipos de categoría UCI ProTour confirmados hasta ese momento (al ser obligada su participación) ya que el equipo Lampre-Farnese Vini tenía suspendida su licencia ProTour temporalmente y no participó; más el equipo Profesional Continental estadounidense del BMC Racing, que recibió la "Wild Card" de la UCI por adelantado para poder disputar la carrera; y una selección de Australia (con corredores de equipos de los Circuitos Continentales UCI) bajo en nombre de UniSA-Australia. Formando así un pelotón de 132 ciclistas, con 7 corredores por equipo (excepto el Quick Step que salió con 6). En el Cancer Council Helpline Classic, que ganó Greg Henderson, aparte del Quick Step el Footon-Servetto también salió con un ciclista menos en este caso siendo un total de 131 corredores los que participaron. Los equipos participantes fueron:
| ProTeams (17)- AG2R La Mondiale - Astana - Caisse d'Épargne - Euskaltel-Euskadi - La Française des jeux - Footon-Servetto - HTC-Columbia - Katusha - Liquigas-Doimo - Team Milram - Omega Pharma-Lotto - Quick Step - Rabobank - Saxo Bank - Sky - Garmin-Transitions - Team RadioShack Equipo continental profesional- BMC Racing Team translation for headoftableIII_translate index 39 not found- UniSA-Australia |
| |

## Carrera de exhibición

### Cancer Council Helpline Classic, 17-01-2010:Adelaida(Rymill Park)-Adelaida(Rymill Park), 51 km
Dos días antes del comienzo del Tour Down Under se disputó una clásica de exhibición, no oficial de categoría .NE, en el Rymmil Park de Adelaida en favor de la lucha contra el cáncer.
| Resultados de la carrera \| Posición \| Ciclista \| Equipo \| Tiempo \| \| -------- \| ------------------ \| ------- \| --------- \| \| 1 \| Greg Henderson \| Sky \| 1h 04'33" \| \| 2 \| Christopher Sutton \| Sky \| m.t. \| \| 3 \| Robbie McEwen \| Katusha \| m.t. \| |                    |         |           |
| Posición | Ciclista           | Equipo  | Tiempo    |
| 1 | Greg Henderson     | Sky     | 1h 04'33" |
| 2 | Christopher Sutton | Sky     | m.t.      |
| 3 | Robbie McEwen      | Katusha | m.t.      |

## Recorrido
El Tour Down Under dispuso de seis etapas para un recorrido total de 794 kilómetros, donde se contempla en las cinco primeras etapas algunas dificultades en varios puntos de la carrera. La etapa seis marca el final de la carrera con un circuito urbano por los alrededores del centro de Adelaida.
| Etapa     | Fecha     | Recorrido                | type            | Distancia (km) | Ganador                | Líder         |
| --------- | --------- | ------------------------ | --------------- | -------------- | ---------------------- | ------------- |
| 1.ª etapa | 19 de ene | Clare – Tanunda          | etapa llana     | 141            | André Greipel          | André Greipel |
| 2.ª etapa | 20 de ene | Gawler – Hahndorf        | etapa llana     | 133            | André Greipel          | André Greipel |
| 3.ª etapa | 21 de ene | Unley – Stirling         | etapa escarpada | 132,5          | Manuel Antonio Cardoso | André Greipel |
| 4.ª etapa | 22 de ene | Norwood – Goolwa         | etapa llana     | 149,5          | André Greipel          | André Greipel |
| 5.ª etapa | 23 de ene | Snapper Point – Willunga | etapa escarpada | 148            | Luis León Sánchez      | André Greipel |
| 6.ª etapa | 24 de ene | Adelaida – Adelaida      | etapa llana     | 90             | Christopher Sutton     | André Greipel |

## Etapas

### Etapa 1
| Clare - Tanunda | etapa llana | (141 km) |

| \| Clasificación de la etapa \| Clasificación de la etapa \| Clasificación de la etapa \| Clasificación de la etapa \| Clasificación de la etapa \| \| Ciclista \| Ciclista \| Equipo \| Tiempo \| \| \| ------------------------- \| ------------------------- \| ------------------------- \| ------------------------- \| ------------------------- \| \| 1.º \| André Greipel \| HTC-Columbia \| 3 h 15 min 30 s \| \| \| 2.º \| Gert Steegmans \| Team RadioShack \| + 0 s \| \| \| 3.º \| Jürgen Roelandts \| Omega Pharma-Lotto \| + 0 s \| \| \| 4.º \| Danilo Wyss \| BMC Racing Team \| + 0 s \| \| \| 5.º \| Gregory Henderson \| Team Sky \| + 0 s \| \| \| 6.º \| Baden Cooke \| Saxo Bank \| + 0 s \| \| \| 7.º \| Graeme Brown \| Rabobank \| + 0 s \| \| \| 8.º \| Robbie McEwen \| Katusha \| + 0 s \| \| \| 9.º \| José Joaquín Rojas \| Caisse d'Épargne \| + 0 s \| \| \| 10.º \| Valeriy Dmitriyev \| Astana \| + 0 s \| \| |                    |                    |                 |
| |                    |                    |                 |
| |                    |                    |                 |
| Clasificación de la etapa |                    |                    |                 |
| Ciclista | Ciclista           | Equipo             | Tiempo          |
| 1.º | André Greipel      | HTC-Columbia       | 3 h 15 min 30 s |
| 2.º | Gert Steegmans     | Team RadioShack    | + 0 s           |
| 3.º | Jürgen Roelandts   | Omega Pharma-Lotto | + 0 s           |
| 4.º | Danilo Wyss        | BMC Racing Team    | + 0 s           |
| 5.º | Gregory Henderson  | Team Sky           | + 0 s           |
| 6.º | Baden Cooke        | Saxo Bank          | + 0 s           |
| 7.º | Graeme Brown       | Rabobank           | + 0 s           |
| 8.º | Robbie McEwen      | Katusha            | + 0 s           |
| 9.º | José Joaquín Rojas | Caisse d'Épargne   | + 0 s           |
| 10.º | Valeriy Dmitriyev  | Astana             | + 0 s           |

| \| Clasificación general \| Clasificación general \| Clasificación general \| Clasificación general \| Clasificación general \| \| Ciclista \| Ciclista \| Equipo \| Tiempo \| \| \| --------------------- \| --------------------- \| --------------------- \| --------------------- \| --------------------- \| \| 1.º \| André Greipel \| HTC-Columbia \| 3 h 15 min 20 s \| \| \| 2.º \| Gert Steegmans \| Team RadioShack \| + 4 s \| \| \| 3.º \| Martin Kohler \| BMC Racing Team \| + 4 s \| \| \| 4.º \| Jürgen Roelandts \| Omega Pharma-Lotto \| + 6 s \| \| \| 5.º \| Blel Kadri \| AG2R La Mondiale \| + 6 s \| \| \| 6.º \| Timothy Roe \| UniSA-Australia \| + 8 s \| \| \| 7.º \| Danilo Wyss \| BMC Racing Team \| + 10 s \| \| \| 8.º \| Gregory Henderson \| Team Sky \| + 10 s \| \| \| 9.º \| Baden Cooke \| Saxo Bank \| + 10 s \| \| \| 10.º \| Valeriy Dmitriyev \| Astana \| + 10 s \| \| |                   |                    |                 |
| |                   |                    |                 |
| |                   |                    |                 |
| Clasificación general |                   |                    |                 |
| Ciclista | Ciclista          | Equipo             | Tiempo          |
| 1.º | André Greipel     | HTC-Columbia       | 3 h 15 min 20 s |
| 2.º | Gert Steegmans    | Team RadioShack    | + 4 s           |
| 3.º | Martin Kohler     | BMC Racing Team    | + 4 s           |
| 4.º | Jürgen Roelandts  | Omega Pharma-Lotto | + 6 s           |
| 5.º | Blel Kadri        | AG2R La Mondiale   | + 6 s           |
| 6.º | Timothy Roe       | UniSA-Australia    | + 8 s           |
| 7.º | Danilo Wyss       | BMC Racing Team    | + 10 s          |
| 8.º | Gregory Henderson | Team Sky           | + 10 s          |
| 9.º | Baden Cooke       | Saxo Bank          | + 10 s          |
| 10.º | Valeriy Dmitriyev | Astana             | + 10 s          |

### Etapa 2
| Gawler - Hahndorf | etapa llana | (133 km) |

| \| Clasificación de la etapa \| Clasificación de la etapa \| Clasificación de la etapa \| Clasificación de la etapa \| Clasificación de la etapa \| \| Ciclista \| Ciclista \| Equipo \| Tiempo \| \| \| ------------------------- \| ------------------------- \| ------------------------- \| ------------------------- \| ------------------------- \| \| 1.º \| André Greipel \| HTC-Columbia \| 3 h 23 min 49 s \| \| \| 2.º \| Gregory Henderson \| Team Sky \| + 0 s \| \| \| 3.º \| Robbie McEwen \| Katusha \| + 0 s \| \| \| 4.º \| Robert Hunter \| Garmin-Transitions \| + 0 s \| \| \| 5.º \| Graeme Brown \| Rabobank \| + 0 s \| \| \| 6.º \| Allan Davis \| Astana \| + 0 s \| \| \| 7.º \| Danilo Wyss \| BMC Racing Team \| + 0 s \| \| \| 8.º \| Luke Roberts \| Team Milram \| + 0 s \| \| \| 9.º \| Baden Cooke \| Saxo Bank \| + 0 s \| \| \| 10.º \| José Joaquín Rojas \| Caisse d'Épargne \| + 0 s \| \| |                    |                    |                 |
| |                    |                    |                 |
| |                    |                    |                 |
| Clasificación de la etapa |                    |                    |                 |
| Ciclista | Ciclista           | Equipo             | Tiempo          |
| 1.º | André Greipel      | HTC-Columbia       | 3 h 23 min 49 s |
| 2.º | Gregory Henderson  | Team Sky           | + 0 s           |
| 3.º | Robbie McEwen      | Katusha            | + 0 s           |
| 4.º | Robert Hunter      | Garmin-Transitions | + 0 s           |
| 5.º | Graeme Brown       | Rabobank           | + 0 s           |
| 6.º | Allan Davis        | Astana             | + 0 s           |
| 7.º | Danilo Wyss        | BMC Racing Team    | + 0 s           |
| 8.º | Luke Roberts       | Team Milram        | + 0 s           |
| 9.º | Baden Cooke        | Saxo Bank          | + 0 s           |
| 10.º | José Joaquín Rojas | Caisse d'Épargne   | + 0 s           |

| \| Clasificación general \| Clasificación general \| Clasificación general \| Clasificación general \| Clasificación general \| \| Ciclista \| Ciclista \| Equipo \| Tiempo \| \| \| --------------------- \| --------------------- \| --------------------- \| --------------------- \| --------------------- \| \| 1.º \| André Greipel \| HTC-Columbia \| 6 h 38 min 59 s \| \| \| 2.º \| Gregory Henderson \| Team Sky \| + 14 s \| \| \| 3.º \| Gert Steegmans \| Team RadioShack \| + 14 s \| \| \| 4.º \| Robbie McEwen \| Katusha \| + 16 s \| \| \| 5.º \| Jürgen Roelandts \| Omega Pharma-Lotto \| + 16 s \| \| \| 6.º \| Danilo Wyss \| BMC Racing Team \| + 20 s \| \| \| 7.º \| Graeme Brown \| Rabobank \| + 20 s \| \| \| 8.º \| Baden Cooke \| Saxo Bank \| + 20 s \| \| \| 9.º \| Robert Hunter \| Garmin-Transitions \| + 20 s \| \| \| 10.º \| José Joaquín Rojas \| Caisse d'Épargne \| + 20 s \| \| |                    |                    |                 |
| |                    |                    |                 |
| |                    |                    |                 |
| Clasificación general |                    |                    |                 |
| Ciclista | Ciclista           | Equipo             | Tiempo          |
| 1.º | André Greipel      | HTC-Columbia       | 6 h 38 min 59 s |
| 2.º | Gregory Henderson  | Team Sky           | + 14 s          |
| 3.º | Gert Steegmans     | Team RadioShack    | + 14 s          |
| 4.º | Robbie McEwen      | Katusha            | + 16 s          |
| 5.º | Jürgen Roelandts   | Omega Pharma-Lotto | + 16 s          |
| 6.º | Danilo Wyss        | BMC Racing Team    | + 20 s          |
| 7.º | Graeme Brown       | Rabobank           | + 20 s          |
| 8.º | Baden Cooke        | Saxo Bank          | + 20 s          |
| 9.º | Robert Hunter      | Garmin-Transitions | + 20 s          |
| 10.º | José Joaquín Rojas | Caisse d'Épargne   | + 20 s          |

### Etapa 3
| Unley - Stirling | etapa escarpada | (132,5 km) |

- Los resultados oficiales fueron modificados por la Operación Puerto.[3]

| \| Clasificación de la etapa \| Clasificación de la etapa \| Clasificación de la etapa \| Clasificación de la etapa \| Clasificación de la etapa \| \| Ciclista \| Ciclista \| Equipo \| Tiempo \| \| \| ------------------------- \| ------------------------- \| ------------------------- \| ------------------------- \| ------------------------- \| \| 1.º \| Manuel Antonio Cardoso \| Footon-Servetto \| 3 h 14 min 38 s \| \| \| 2.º \| Alejandro Valverde \| Caisse d'Épargne \| DES \| \| \| 2.º \| Cadel Evans \| BMC Racing Team \| + 1 s \| \| \| 3.º \| Peter Sagan \| Liquigas-Doimo \| + 1 s \| \| \| 4.º \| Mauro Finetto \| Liquigas-Doimo \| + 1 s \| \| \| 5.º \| Michael Rogers \| HTC-Columbia \| + 1 s \| \| \| 6.º \| Luke Roberts \| Team Milram \| + 1 s \| \| \| 7.º \| Markus Fothen \| Team Milram \| + 1 s \| \| \| 8.º \| Anthony Roux \| La Française des jeux \| + 1 s \| \| \| 9.º \| Eduard Vorganov \| Katusha \| + 1 s \| \| |                        |                       |                 |
| |                        |                       |                 |
| |                        |                       |                 |
| Clasificación de la etapa |                        |                       |                 |
| Ciclista | Ciclista               | Equipo                | Tiempo          |
| 1.º | Manuel Antonio Cardoso | Footon-Servetto       | 3 h 14 min 38 s |
| 2.º | Alejandro Valverde     | Caisse d'Épargne      | DES             |
| 2.º | Cadel Evans            | BMC Racing Team       | + 1 s           |
| 3.º | Peter Sagan            | Liquigas-Doimo        | + 1 s           |
| 4.º | Mauro Finetto          | Liquigas-Doimo        | + 1 s           |
| 5.º | Michael Rogers         | HTC-Columbia          | + 1 s           |
| 6.º | Luke Roberts           | Team Milram           | + 1 s           |
| 7.º | Markus Fothen          | Team Milram           | + 1 s           |
| 8.º | Anthony Roux           | La Française des jeux | + 1 s           |
| 9.º | Eduard Vorganov        | Katusha               | + 1 s           |

| \| Clasificación general \| Clasificación general \| Clasificación general \| Clasificación general \| Clasificación general \| \| Ciclista \| Ciclista \| Equipo \| Tiempo \| \| \| --------------------- \| --------------------- \| --------------------- \| --------------------- \| --------------------- \| \| 1.º \| André Greipel \| HTC-Columbia \| 9 h 53 min 38 s \| \| \| 2.º \| Gregory Henderson \| Team Sky \| + 14 s \| \| \| 3.º \| Gert Steegmans \| Team RadioShack \| + 14 s \| \| \| 4.º \| Alejandro Valverde \| Caisse d'Épargne \| DES \| \| \| 4.º \| Robbie McEwen \| Katusha \| + 16 s \| \| \| 5.º \| Jürgen Roelandts \| Omega Pharma-Lotto \| + 16 s \| \| \| 6.º \| Cadel Evans \| BMC Racing Team \| + 16 s \| \| \| 7.º \| Andri Hrivko \| Astana \| + 19 s \| \| \| 8.º \| Graeme Brown \| Rabobank \| + 20 s \| \| \| 9.º \| Robert Hunter \| Garmin-Transitions \| + 20 s \| \| |                    |                    |                 |
| |                    |                    |                 |
| |                    |                    |                 |
| Clasificación general |                    |                    |                 |
| Ciclista | Ciclista           | Equipo             | Tiempo          |
| 1.º | André Greipel      | HTC-Columbia       | 9 h 53 min 38 s |
| 2.º | Gregory Henderson  | Team Sky           | + 14 s          |
| 3.º | Gert Steegmans     | Team RadioShack    | + 14 s          |
| 4.º | Alejandro Valverde | Caisse d'Épargne   | DES             |
| 4.º | Robbie McEwen      | Katusha            | + 16 s          |
| 5.º | Jürgen Roelandts   | Omega Pharma-Lotto | + 16 s          |
| 6.º | Cadel Evans        | BMC Racing Team    | + 16 s          |
| 7.º | Andri Hrivko       | Astana             | + 19 s          |
| 8.º | Graeme Brown       | Rabobank           | + 20 s          |
| 9.º | Robert Hunter      | Garmin-Transitions | + 20 s          |

### Etapa 4
| Norwood - Goolwa | etapa llana | (149,5 km) |

| \| Clasificación de la etapa \| Clasificación de la etapa \| Clasificación de la etapa \| Clasificación de la etapa \| Clasificación de la etapa \| \| Ciclista \| Ciclista \| Equipo \| Tiempo \| \| \| ------------------------- \| ------------------------- \| ------------------------- \| ------------------------- \| ------------------------- \| \| 1.º \| André Greipel \| HTC-Columbia \| 3 h 30 min 29 s \| \| \| 2.º \| Robbie McEwen \| Katusha \| + 0 s \| \| \| 3.º \| Graeme Brown \| Rabobank \| + 0 s \| \| \| 4.º \| Gert Steegmans \| Team RadioShack \| + 0 s \| \| \| 5.º \| Manuel Antonio Cardoso \| Footon-Servetto \| + 0 s \| \| \| 6.º \| Julian Dean \| Garmin-Transitions \| + 0 s \| \| \| 7.º \| Jürgen Roelandts \| Omega Pharma-Lotto \| + 0 s \| \| \| 8.º \| Matthew Goss \| HTC-Columbia \| + 0 s \| \| \| 9.º \| Robert Förster \| Team Milram \| + 0 s \| \| \| 10.º \| Yauheni Hutarovich \| La Française des jeux \| + 0 s \| \| |                        |                       |                 |
| |                        |                       |                 |
| |                        |                       |                 |
| Clasificación de la etapa |                        |                       |                 |
| Ciclista | Ciclista               | Equipo                | Tiempo          |
| 1.º | André Greipel          | HTC-Columbia          | 3 h 30 min 29 s |
| 2.º | Robbie McEwen          | Katusha               | + 0 s           |
| 3.º | Graeme Brown           | Rabobank              | + 0 s           |
| 4.º | Gert Steegmans         | Team RadioShack       | + 0 s           |
| 5.º | Manuel Antonio Cardoso | Footon-Servetto       | + 0 s           |
| 6.º | Julian Dean            | Garmin-Transitions    | + 0 s           |
| 7.º | Jürgen Roelandts       | Omega Pharma-Lotto    | + 0 s           |
| 8.º | Matthew Goss           | HTC-Columbia          | + 0 s           |
| 9.º | Robert Förster         | Team Milram           | + 0 s           |
| 10.º | Yauheni Hutarovich     | La Française des jeux | + 0 s           |

| \| Clasificación general \| Clasificación general \| Clasificación general \| Clasificación general \| Clasificación general \| \| Ciclista \| Ciclista \| Equipo \| Tiempo \| \| \| --------------------- \| --------------------- \| --------------------- \| --------------------- \| --------------------- \| \| 1.º \| André Greipel \| HTC-Columbia \| 13 h 23 min 57 s \| \| \| 2.º \| Robbie McEwen \| Katusha \| + 20 s \| \| \| 3.º \| Gregory Henderson \| Team Sky \| + 24 s \| \| \| 4.º \| Gert Steegmans \| Team RadioShack \| + 24 s \| \| \| 5.º \| Graeme Brown \| Rabobank \| + 26 s \| \| \| 6.º \| Jürgen Roelandts \| Omega Pharma-Lotto \| + 26 s \| \| \| 7.º \| Cadel Evans \| BMC Racing Team \| + 26 s \| \| \| 8.º \| Andri Hrivko \| Astana \| + 29 s \| \| \| 9.º \| Robert Hunter \| Garmin-Transitions \| + 30 s \| \| \| 10.º \| Baden Cooke \| Saxo Bank \| + 30 s \| \| |                   |                    |                  |
| |                   |                    |                  |
| |                   |                    |                  |
| Clasificación general |                   |                    |                  |
| Ciclista | Ciclista          | Equipo             | Tiempo           |
| 1.º | André Greipel     | HTC-Columbia       | 13 h 23 min 57 s |
| 2.º | Robbie McEwen     | Katusha            | + 20 s           |
| 3.º | Gregory Henderson | Team Sky           | + 24 s           |
| 4.º | Gert Steegmans    | Team RadioShack    | + 24 s           |
| 5.º | Graeme Brown      | Rabobank           | + 26 s           |
| 6.º | Jürgen Roelandts  | Omega Pharma-Lotto | + 26 s           |
| 7.º | Cadel Evans       | BMC Racing Team    | + 26 s           |
| 8.º | Andri Hrivko      | Astana             | + 29 s           |
| 9.º | Robert Hunter     | Garmin-Transitions | + 30 s           |
| 10.º | Baden Cooke       | Saxo Bank          | + 30 s           |

### Etapa 5
| Snapper Point - Willunga | etapa escarpada | (148 km) |

- Los resultados oficiales fueron modificados por la Operación Puerto.[3]

| \| Clasificación de la etapa \| Clasificación de la etapa \| Clasificación de la etapa \| Clasificación de la etapa \| Clasificación de la etapa \| \| Ciclista \| Ciclista \| Equipo \| Tiempo \| \| \| ------------------------- \| ------------------------- \| ------------------------- \| ------------------------- \| ------------------------- \| \| 1.º \| Luis León Sánchez \| Caisse d'Épargne \| 3 h 29 min 39 s \| \| \| 2.º \| Luke Roberts \| Team Milram \| + 2 s \| \| \| 3.º \| Alejandro Valverde \| Caisse d'Épargne \| DES \| \| \| 3.º \| Cadel Evans \| BMC Racing Team \| + 4 s \| \| \| 4.º \| Peter Sagan \| Liquigas-Doimo \| + 6 s \| \| \| 5.º \| Markus Fothen \| Team Milram \| + 6 s \| \| \| 6.º \| Sébastien Rosseler \| Team RadioShack \| + 6 s \| \| \| 7.º \| Cameron Meyer \| Garmin-Transitions \| + 6 s \| \| \| 8.º \| Gregory Henderson \| Team Sky \| + 9 s \| \| \| 9.º \| Fabio Sabatini \| Liquigas-Doimo \| + 9 s \| \| |                    |                    |                 |
| |                    |                    |                 |
| |                    |                    |                 |
| Clasificación de la etapa |                    |                    |                 |
| Ciclista | Ciclista           | Equipo             | Tiempo          |
| 1.º | Luis León Sánchez  | Caisse d'Épargne   | 3 h 29 min 39 s |
| 2.º | Luke Roberts       | Team Milram        | + 2 s           |
| 3.º | Alejandro Valverde | Caisse d'Épargne   | DES             |
| 3.º | Cadel Evans        | BMC Racing Team    | + 4 s           |
| 4.º | Peter Sagan        | Liquigas-Doimo     | + 6 s           |
| 5.º | Markus Fothen      | Team Milram        | + 6 s           |
| 6.º | Sébastien Rosseler | Team RadioShack    | + 6 s           |
| 7.º | Cameron Meyer      | Garmin-Transitions | + 6 s           |
| 8.º | Gregory Henderson  | Team Sky           | + 9 s           |
| 9.º | Fabio Sabatini     | Liquigas-Doimo     | + 9 s           |

| \| Clasificación general \| Clasificación general \| Clasificación general \| Clasificación general \| Clasificación general \| \| Ciclista \| Ciclista \| Equipo \| Tiempo \| \| \| --------------------- \| --------------------- \| --------------------- \| --------------------- \| --------------------- \| \| 1.º \| André Greipel \| HTC-Columbia \| 16 h 53 min 45 s \| \| \| 2.º \| Luis León Sánchez \| Caisse d'Épargne \| + 11 s \| \| \| 3.º \| Luke Roberts \| Team Milram \| + 17 s \| \| \| 4.º \| Robbie McEwen \| Katusha \| + 20 s \| \| \| 5.º \| Cadel Evans \| BMC Racing Team \| + 21 s \| \| \| 6.º \| Gregory Henderson \| Team Sky \| + 24 s \| \| \| 7.º \| Eduard Vorganov \| Katusha \| + 25 s \| \| \| 8.º \| Jürgen Roelandts \| Omega Pharma-Lotto \| + 26 s \| \| \| 9.º \| Markus Fothen \| Team Milram \| + 27 s \| \| \| 10.º \| Andri Hrivko \| Astana \| + 29 s \| \| |                   |                    |                  |
| |                   |                    |                  |
| |                   |                    |                  |
| Clasificación general |                   |                    |                  |
| Ciclista | Ciclista          | Equipo             | Tiempo           |
| 1.º | André Greipel     | HTC-Columbia       | 16 h 53 min 45 s |
| 2.º | Luis León Sánchez | Caisse d'Épargne   | + 11 s           |
| 3.º | Luke Roberts      | Team Milram        | + 17 s           |
| 4.º | Robbie McEwen     | Katusha            | + 20 s           |
| 5.º | Cadel Evans       | BMC Racing Team    | + 21 s           |
| 6.º | Gregory Henderson | Team Sky           | + 24 s           |
| 7.º | Eduard Vorganov   | Katusha            | + 25 s           |
| 8.º | Jürgen Roelandts  | Omega Pharma-Lotto | + 26 s           |
| 9.º | Markus Fothen     | Team Milram        | + 27 s           |
| 10.º | Andri Hrivko      | Astana             | + 29 s           |

### Etapa 6
| Adelaida - Adelaida | etapa llana | (90 km) |

| \| Clasificación de la etapa \| Clasificación de la etapa \| Clasificación de la etapa \| Clasificación de la etapa \| Clasificación de la etapa \| \| Ciclista \| Ciclista \| Equipo \| Tiempo \| \| \| ------------------------- \| ------------------------- \| ------------------------- \| ------------------------- \| ------------------------- \| \| 1.º \| Christopher Sutton \| Team Sky \| 1 h 53 min 29 s \| \| \| 2.º \| Gregory Henderson \| Team Sky \| + 0 s \| \| \| 3.º \| Graeme Brown \| Rabobank \| + 0 s \| \| \| 4.º \| Robbie McEwen \| Katusha \| + 0 s \| \| \| 5.º \| André Greipel \| HTC-Columbia \| + 0 s \| \| \| 6.º \| Allan Davis \| Astana \| + 0 s \| \| \| 7.º \| Matthew Goss \| HTC-Columbia \| + 0 s \| \| \| 8.º \| Yauheni Hutarovich \| La Française des jeux \| + 0 s \| \| \| 9.º \| Gert Steegmans \| Team RadioShack \| + 0 s \| \| \| 10.º \| José Joaquín Rojas \| Caisse d'Épargne \| + 0 s \| \| |                    |                       |                 |
| |                    |                       |                 |
| |                    |                       |                 |
| Clasificación de la etapa |                    |                       |                 |
| Ciclista | Ciclista           | Equipo                | Tiempo          |
| 1.º | Christopher Sutton | Team Sky              | 1 h 53 min 29 s |
| 2.º | Gregory Henderson  | Team Sky              | + 0 s           |
| 3.º | Graeme Brown       | Rabobank              | + 0 s           |
| 4.º | Robbie McEwen      | Katusha               | + 0 s           |
| 5.º | André Greipel      | HTC-Columbia          | + 0 s           |
| 6.º | Allan Davis        | Astana                | + 0 s           |
| 7.º | Matthew Goss       | HTC-Columbia          | + 0 s           |
| 8.º | Yauheni Hutarovich | La Française des jeux | + 0 s           |
| 9.º | Gert Steegmans     | Team RadioShack       | + 0 s           |
| 10.º | José Joaquín Rojas | Caisse d'Épargne      | + 0 s           |

| \| Clasificación general \| Clasificación general \| Clasificación general \| Clasificación general \| Clasificación general \| \| Ciclista \| Ciclista \| Equipo \| Tiempo \| \| \| --------------------- \| --------------------- \| --------------------- \| --------------------- \| --------------------- \| \| 1.º \| André Greipel \| HTC-Columbia \| 18 h 47 min 05 s \| \| \| 2.º \| Luis León Sánchez \| Caisse d'Épargne \| + 11 s \| \| \| 3.º \| Gregory Henderson \| Team Sky \| + 15 s \| \| \| 4.º \| Robbie McEwen \| Katusha \| + 17 s \| \| \| 5.º \| Luke Roberts \| Team Milram \| + 17 s \| \| \| 6.º \| Cadel Evans \| BMC Racing Team \| + 21 s \| \| \| 7.º \| Eduard Vorganov \| Katusha \| + 25 s \| \| \| 8.º \| Jürgen Roelandts \| Omega Pharma-Lotto \| + 26 s \| \| \| 9.º \| Robert Hunter \| Garmin-Transitions \| + 27 s \| \| \| 10.º \| Markus Fothen \| Team Milram \| + 27 s \| \| |                   |                    |                  |
| |                   |                    |                  |
| |                   |                    |                  |
| Clasificación general |                   |                    |                  |
| Ciclista | Ciclista          | Equipo             | Tiempo           |
| 1.º | André Greipel     | HTC-Columbia       | 18 h 47 min 05 s |
| 2.º | Luis León Sánchez | Caisse d'Épargne   | + 11 s           |
| 3.º | Gregory Henderson | Team Sky           | + 15 s           |
| 4.º | Robbie McEwen     | Katusha            | + 17 s           |
| 5.º | Luke Roberts      | Team Milram        | + 17 s           |
| 6.º | Cadel Evans       | BMC Racing Team    | + 21 s           |
| 7.º | Eduard Vorganov   | Katusha            | + 25 s           |
| 8.º | Jürgen Roelandts  | Omega Pharma-Lotto | + 26 s           |
| 9.º | Robert Hunter     | Garmin-Transitions | + 27 s           |
| 10.º | Markus Fothen     | Team Milram        | + 27 s           |

## Clasificaciones finales

### Clasificación general
| \| Clasificación general \| Clasificación general \| Clasificación general \| Clasificación general \| Clasificación general \| \| Ciclista \| Ciclista \| Equipo \| Tiempo \| \| \| --------------------- \| --------------------- \| --------------------- \| --------------------- \| --------------------- \| \| 1.º \| André Greipel \| HTC-Columbia \| 18 h 47 min 05 s \| \| \| 2.º \| Luis León Sánchez \| Caisse d'Épargne \| + 11 s \| \| \| 3.º \| Gregory Henderson \| Team Sky \| + 15 s \| \| \| 4.º \| Robbie McEwen \| Katusha \| + 17 s \| \| \| 5.º \| Luke Roberts \| Team Milram \| + 17 s \| \| \| 6.º \| Cadel Evans \| BMC Racing Team \| + 21 s \| \| \| 7.º \| Eduard Vorganov \| Katusha \| + 25 s \| \| \| 8.º \| Jürgen Roelandts \| Omega Pharma-Lotto \| + 26 s \| \| \| 9.º \| Robert Hunter \| Garmin-Transitions \| + 27 s \| \| \| 10.º \| Markus Fothen \| Team Milram \| + 27 s \| \| |                   |                    |                  |
| |                   |                    |                  |
| Fuente: ProCyclingStats |                   |                    |                  |
| Clasificación general |                   |                    |                  |
| Ciclista | Ciclista          | Equipo             | Tiempo           |
| 1.º | André Greipel     | HTC-Columbia       | 18 h 47 min 05 s |
| 2.º | Luis León Sánchez | Caisse d'Épargne   | + 11 s           |
| 3.º | Gregory Henderson | Team Sky           | + 15 s           |
| 4.º | Robbie McEwen     | Katusha            | + 17 s           |
| 5.º | Luke Roberts      | Team Milram        | + 17 s           |
| 6.º | Cadel Evans       | BMC Racing Team    | + 21 s           |
| 7.º | Eduard Vorganov   | Katusha            | + 25 s           |
| 8.º | Jürgen Roelandts  | Omega Pharma-Lotto | + 26 s           |
| 9.º | Robert Hunter     | Garmin-Transitions | + 27 s           |
| 10.º | Markus Fothen     | Team Milram        | + 27 s           |

### Clasificación de la montaña
| Clasificación de la montaña | Clasificación de la montaña | Clasificación de la montaña | Clasificación de la montaña | Clasificación de la montaña |
| Ciclista                    | Ciclista                    | Equipo                      | Puntos                      |                             |
| --------------------------- | --------------------------- | --------------------------- | --------------------------- | --------------------------- |
| 1.º                         | Thomas Rohregger            | Team Milram                 | 62 pts                      |                             |
| 2.º                         | Valeriy Dmitriyev           | Astana                      | 36 pts                      |                             |
| 3.º                         | David Kemp                  | Fly V Australia             | 28 pts                      |                             |

### Clasificación de los puntos
| Clasificación por puntos | Clasificación por puntos | Clasificación por puntos | Clasificación por puntos | Clasificación por puntos |
| Ciclista                 | Ciclista                 | Equipo                   | Puntos                   |                          |
| ------------------------ | ------------------------ | ------------------------ | ------------------------ | ------------------------ |
| 1.º                      | André Greipel            | HTC-Columbia             | 24 pts                   |                          |
| 2.º                      | Gregory Henderson        | Team Sky                 | 18 pts                   |                          |
| 3.º                      | Robbie McEwen            | Katusha                  | 16 pts                   |                          |

### Clasificación de los jóvenes
| Clasificación del mejor joven | Clasificación del mejor joven | Clasificación del mejor joven | Clasificación del mejor joven | Clasificación del mejor joven |
| Ciclista                      | Ciclista                      | Equipo                        | Tiempo                        |                               |
| ----------------------------- | ----------------------------- | ----------------------------- | ----------------------------- | ----------------------------- |
| 1.º                           | Jürgen Roelandts              | Omega Pharma-Lotto            | 18 h 47 min 31 s              |                               |
| 2.º                           | Wesley Sulzberger             | La Française des jeux         | + 13 s                        |                               |
| 3.º                           | José Joaquín Rojas            | Caisse d'Épargne              | + 20 s                        |                               |

### Clasificación por equipos
| Clasificación por equipos | Clasificación por equipos | Clasificación por equipos | Clasificación por equipos |
| Equipo                    | Equipo                    | Tiempo                    |                           |
| ------------------------- | ------------------------- | ------------------------- | ------------------------- |
| 1.º                       | AG2R La Mondiale          | 56 h 22 min 45 s          |                           |
| 2.º                       | Caisse d'Épargne          | + 2 s                     |                           |
| 3.º                       | Garmin-Transitions        | + 29 s                    |                           |

## Evolución de las clasificaciones
| Etapa (Vencedor)                   | Clasificación general | Clasificación de la montaña | Clasificación de los sprints | Clasificación de los jóvenes | Clasificación por equipos | Trofeo del más agresivo |
| ---------------------------------- | --------------------- | --------------------------- | ---------------------------- | ---------------------------- | ------------------------- | ----------------------- |
| 1.ª etapa (André Greipel)          | André Greipel         | Timothy Roe                 | Martin Kohler                | Martin Kohler                | Ag2r-La Mondiale          | Timothy Roe             |
| 2.ª etapa (André Greipel)          | André Greipel         | Timothy Roe                 | André Greipel                | Jürgen Roelandts             | Ag2r-La Mondiale          | David Kemp              |
| 3.ª etapa (Manuel Antonio Cardoso) | André Greipel         | Thomas Rohregger            | André Greipel                | Jürgen Roelandts             | Ag2r-La Mondiale          | Simon Clarke            |
| 4.ª etapa (André Greipel)          | André Greipel         | Thomas Rohregger            | André Greipel                | Jürgen Roelandts             | Ag2r-La Mondiale          | Stef Clement            |
| 5.ª etapa (Luis León Sánchez)      | André Greipel         | Thomas Rohregger            | André Greipel                | Jürgen Roelandts             | Ag2r-La Mondiale          | Cadel Evans             |
| 6.ª etapa (Christopher Sutton)     | André Greipel         | Thomas Rohregger            | André Greipel                | Jürgen Roelandts             | Ag2r-La Mondiale          | Wesley Sulzberger       |
| Final                              | André Greipel         | Thomas Rohregger            | André Greipel                | Jürgen Roelandts             | Ag2r-La Mondiale          | no se entregó           |

## Alejandro Valverde y la Operación Puerto
A pesar de que Alejandro Valverde no diese positivo en esta carrera ni en las anteriroes durante el año, el 30 de mayo la UCI, a instancias del TAS, decidió anular todos los resultados del ciclista español durante el 2010 debido al Caso Valverde.
Por lo tanto oficialmente Valverde fue desclasificado de la ronda australiana con la indicación "0 DSQ" (descalificado) aunque indicando el tiempo y puntos de las clasificaciones parciales y finales. En la que fue segundo en la 3.ª etapa y tercero en la 5.ª etapa como resultados parciales más destacados; además, en las clasificaciones finales fue quinto en la montaña y noveno en la regularidad como resultados finales más destacados. Todos sus resultados fueron anulados y su puesto quedó vacante excepto en los que salió victorioso en el que el segundo cogió su puesto quedándose el segundo vacante; y en la de la clasificación general parcial y final que en ese caso su exclusión supuso que los corredores que quedaron por detrás de él (hasta el vigésimo) subiesen un puesto en la clasificación, quedando vacante la vigésima posición. Teniendo su participación solo incidencia en la clasificación por equipos como suele ser habitual en estos casos de expulsión de corredores.
Esta sanción también tuvo incidencia en el UCI World Ranking ya que sus puntos de la clasificación general pasaron a otros corredores reestructurándose así no solo la clasificación individual sino la de por equipos y la de por países.